# Tyfoidfeber
Tyfoidfeber,  förr nervfeber, är en smittsam febersjukdom orsakad av bakterien Salmonella Typhi. Sjukdomen ska ej förväxlas med fläcktyfus, som orsakas av rickettsiabakterier, men förr användes begreppet "tyfus" om både fläcktyfus och tyfoidfeber.
Antalet fall per år i Sverige har under 2000-talet varierat mellan 8 och 32.

## Symptom
Tyfoidfeber domineras inledningsvis av hög feber (39–40 °C). Infekterade personer kan få hosta, huvud- och muskelvärk samt bli förvirrade. Typiskt symptom för tyfoidfeber är även små blekröda fläckar på buken, men symptomet behöver inte nödvändigtvis framträda. Under första veckan kan magen vara förstoppad för att under den andra veckan övergå i diarréer. Om sjukdomen får fortlöpa obehandlad finns risk att blödningar och tarmbristningar utvecklas. Dessa kan i sin tur ge bukhinneinflammation, vilket är livshotande.

## Smitta och behandling

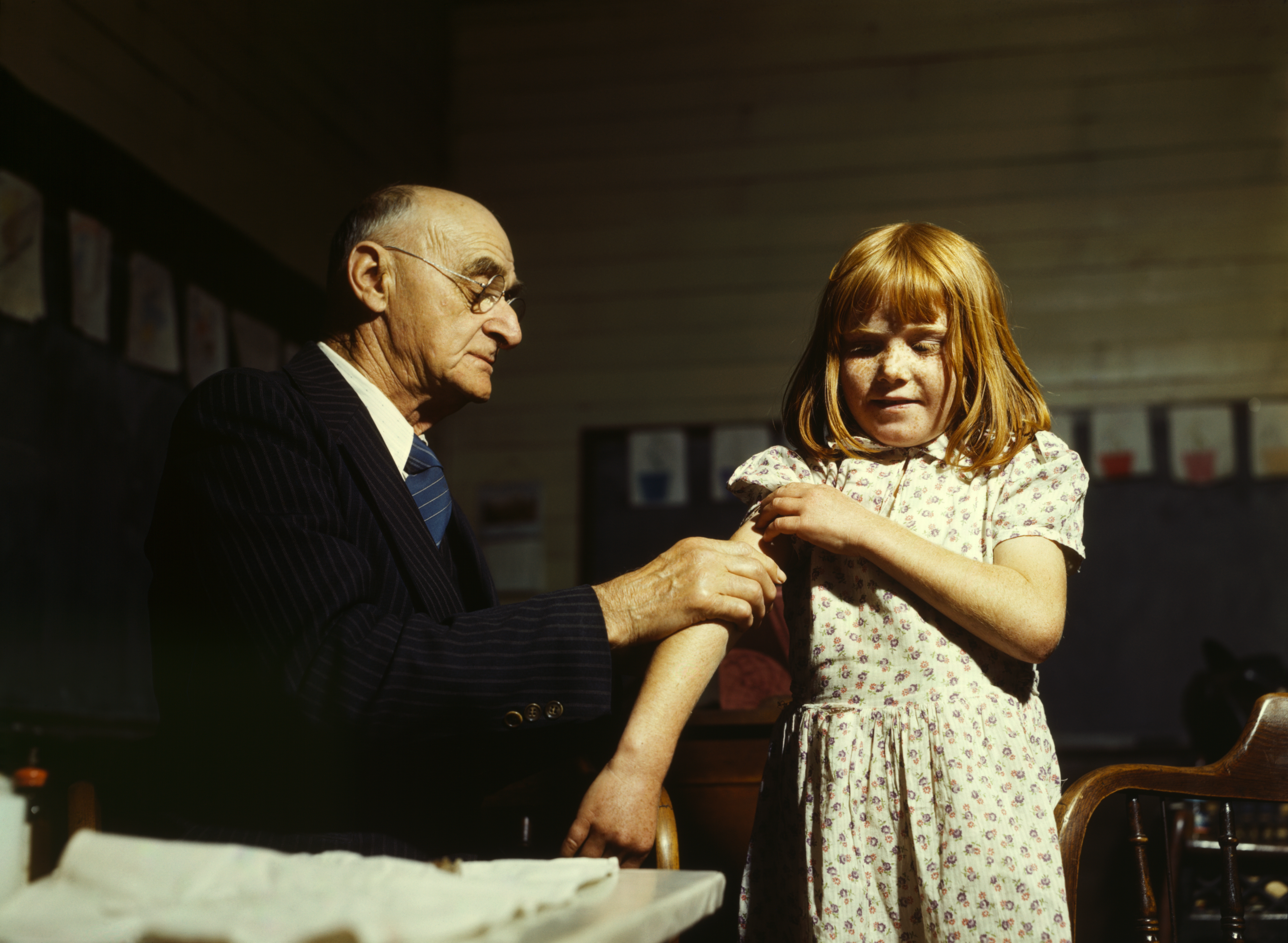
En läkare ger ett barn en vaccination mot tyfoidfeber i Texas 1943.

Tyfoidfeber smittar via förorenat vatten och dåligt tillagad mat. Direkt smitta från person till person förekommer också, men är mindre vanligt. Inkubationstiden är 10 till 14 dagar, ibland över 4 veckor. Smittsamheten är hög, endast omkring 100 bakterier räcker för att orsaka sjukdomen. God hygien, tillsammans med vaccination, är den bästa förebyggande behandlingen. 
Utbruten sjukdom behandlas med antibiotika. Fluorokinoloner som bland andra ciprofloxacin samt azitromycin är förstavalet. För mer resistenta stammar kan kloramfenikol användas.
Vaccination rekommenderas alla som reser till länder där tyfoidfeber förekommer. Vaccination ger inte fullständigt skydd och försiktighet är fortfarande viktigt. Det är lämpligt att bara äta väl tillagad mat, koka sitt dricksvatten eller bara dricka vatten från flaska, och att undvika rå mat som sallad och liknande.
Om en person infekteras är det viktigt att vederbörande behandlas eftersom den annars kan bli en symptomlös smittbärare. Det är inte ovanligt att en smittad, obehandlad person blir smittobärare i upp till 5 veckor; kroniskt smittobärarskap förekommer också i litet antal av fallen, något som kan vara i över 20 år.